# Mastodon (hudební skupina)
Mastodon je americká hudební skupina, která vznikla roku 2000 ve městě Atlanta. Jejími členy jsou kytaristé Brent Hinds a Bill Kelliher, baskytarista Troy Sanders a bubeník Brann Dailor (všichni čtyři rovněž zpívají). Původně ve skupině zpíval Eric Saner, avšak odešel ještě před vydáním první desky (zpíval pouze na prvních demonahrávkách). Své první studiové album, které dostalo název Remission, kapela vydala roku 2002.

## Diskografie
- Remission (2002)
- Leviathan (2004)
- Blood Mountain (2006)
- Crack the Skye (2009)
- The Hunter (2011)
- Once More 'Round the Sun (2014)
- Emperor of Sand (2017)
- Cold Dark Place EP (2017)
- Medium Rarites (2020)
- Hushed and Grim (2021)